# Trujillo (Honduras)
Pour les articles homonymes, voir Trujillo.
Trujillo est une municipalité du Honduras, située dans le département de Colón, dont elle est le chef-lieu. Située sur la mer des Caraïbes, elle compte environ 30 000 habitants (2007).

## Historique
Christophe Colomb a accosté près du site le 14 août 1502, lors de son quatrième voyage. Il a baptisé la place « Punta de Caxinas. » C'est la première fois qu'il touchait le sol de l'Amérique centrale.
Par ordre de Hernán Cortés, afin de protéger les côtes, la ville est fondée par Francisco de las Casas en 1524. Un mur d'enceinte est érigé. Le port devient un point important dans la région et est attaqué à plusieurs reprises par des pirates.
Durant la période espagnole, Trujillo est la capitale du Honduras. La ville est détruite à plusieurs reprises entre 1633 et 1797.
À l'indépendance du Honduras en 1821, elle perdit son statut de capitale au profit de Comayagua.